# 安卡斯維爾 (康乃狄克州)
安卡斯維爾（英語：Uncasville）是位於美國康乃狄克州新倫敦縣的一個村落。該地的面積和人口皆未知。

## 地理
安卡斯維爾的座標為41°26′04″N 72°06′35″W / 41.43444°N 72.10972°W，而該地的平均海拔高度為24米（即79英尺）。